# Kadarehalli, Sira
Kadarehalli là một làng thuộc tehsil Sira, huyện Tumkur, bang Karnataka, Ấn Độ.